# Szew skroniowo-jarzmowy

Czaszka człowieka. Szew skroniowo-jarzmowy zaznaczony na czerwono.

Szew skroniowo-jarzmowy (łac. sutura temporozygomatica) – szew czaszki łączący kość skroniową z kością jarzmową.
U człowieka jest szwem zębatym, przebiegającym skośnie na łuku jarzmowym (na bocznej ścianie czaszki), łącząc brzeg przedni wyrostka jarzmowego części łuskowej kości skroniowej z brzegiem tylnym wyrostka skroniowego kości jarzmowej.
Zarasta (kostnieje) u psa domowego w 4–5 roku życia, a u konia domowego w 7–10 roku życia.